# گوی و صلیب

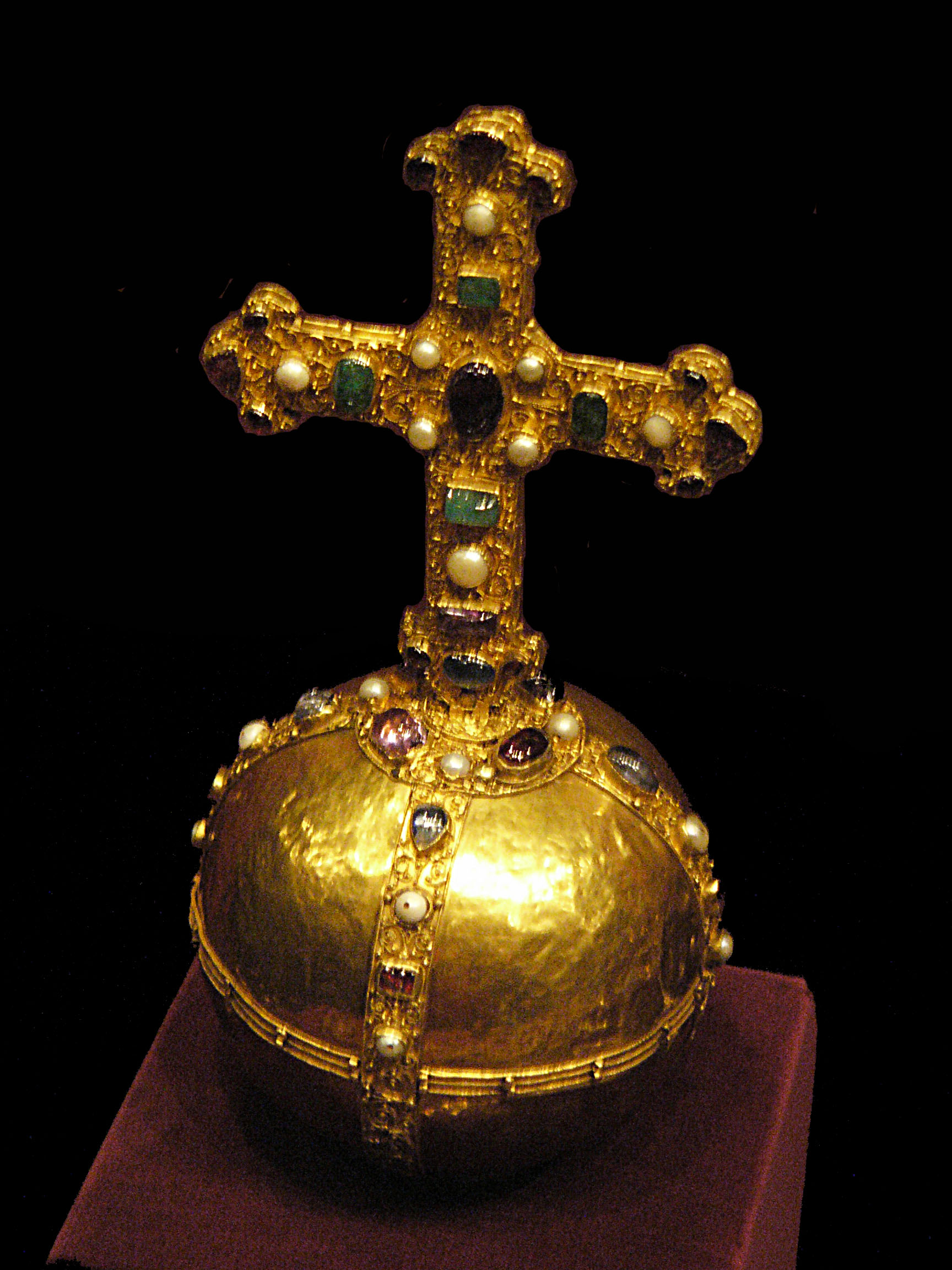
گوی و صلیب سلطنتی متعلق به امپراطوری مقدس روم

گوی و صلیب (به لاتین: globus cruciger) (به انگلیسی: orb and cross)، یک کره (به لاتین: globus) است که صلیبی (به لاتین: crux) روی آن قرار گرفته‌است. از زمان قرون وسطی، این جسم نماد اقتدار کلیسا بوده‌است و روی سکه‌ها و در شمایل‌نگاری همراه با عصای سلطنتی به تصویر کشیده شده‌است.
صلیب روی کره به سلطه عیسی روی تمام کره زمین اشاره دارد که زمین را به عنوان یک رهبر در دستان خود نگه داشته‌است. در شمایل‌نگاری هنر غرب، زمانی که عیسی مسیح شخصاً جهان را نگه دارد، به او سالواتور موندی (در لاتین به معنای منجی جهان) گفته می‌شود. در مجسمه عیسی نوزاد پراگ متعلق به قرن شانزدهم میلادی، او یک گوی و صلیب را در دست گرفته که به همین موضوع اشاره دارد.